# ペレソープヌィツャ
ペレソープヌィツャ（ウクライナ語: Пересопниця）はウクライナ・リウネ州リウネ地区(uk)の村落（село / セロ）である。

## 概要
ホルィニ川支流のストゥーブラ川(uk)の右岸に位置している。10世紀から16世紀にかけては都市として栄えた。都市は12世紀・13世紀には分領公国（ペレソプニツァ公国）の首都であり、14世紀後半からはリトアニア大公国に属した。村内には城跡（ヒルフォート）が残されている。
また、16世紀に完成し、同村の名が冠されている『ペレソープヌィツャの福音書(ru)』は、ウクライナ国民のシンボル的存在となっており、歴代のウクライナ大統領が、国民に対し就任の宣誓(ru)(en)をする際に用いられている。

## 関連画像

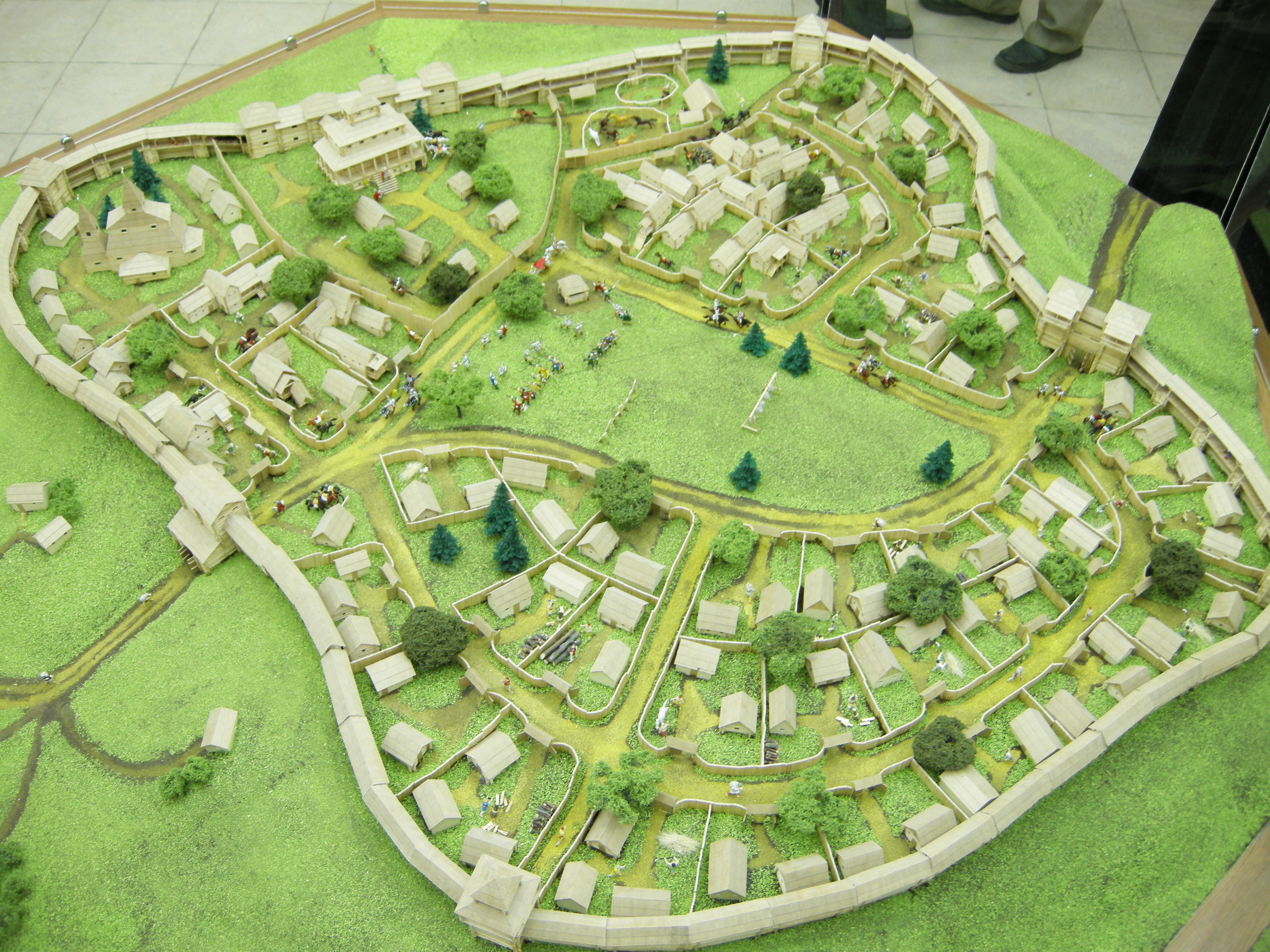
中世のペレソープヌィツャの復元模型
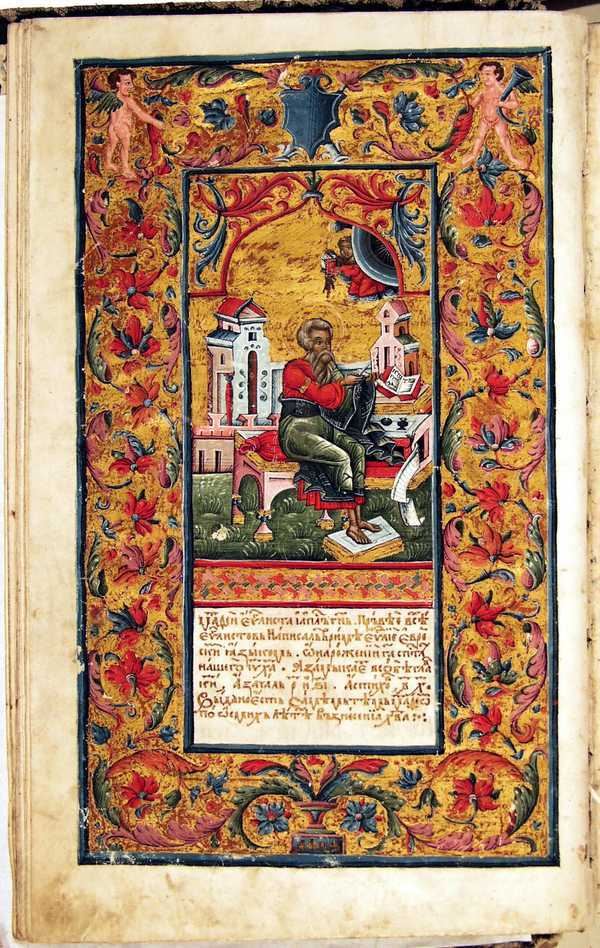
『ペレソープヌィツャの福音書』中の1頁
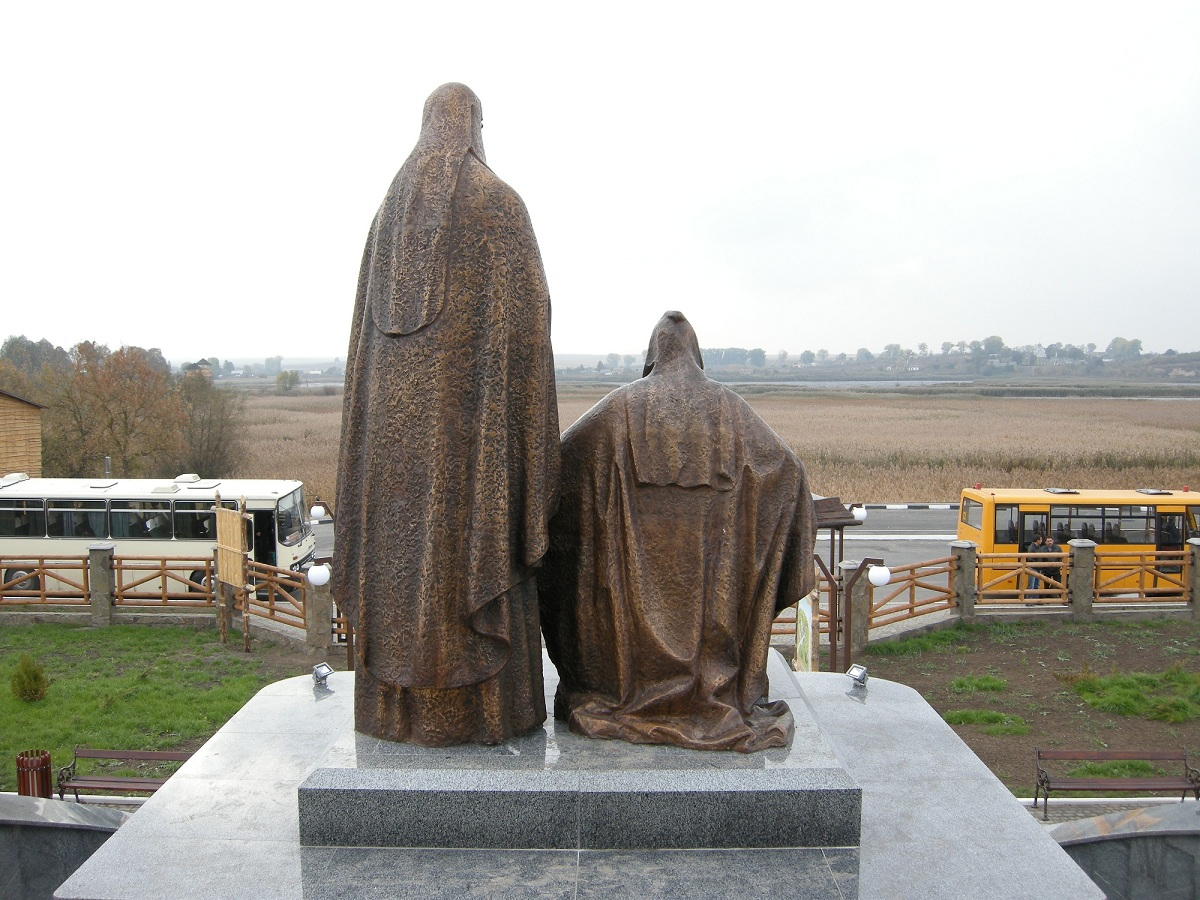
『ペレソープヌィツャの福音書』の製作者・ムィハィロとフルィホリィ像